# Huld
 (mars 2023).
Si vous disposez d'ouvrages ou d'articles de référence ou si vous connaissez des sites web de qualité traitant du thème abordé ici, merci de compléter l'article en donnant les références utiles à sa vérifiabilité et en les liant à la section « Notes et références ».
Selon la mythologie nordique, une huld est une völva, une femme pratiquant le sejðr (anciens rites shamaniques de la religion paganiste). 
Le terme huld est mentionné dans la littérature médiévale : dans la Saga des Ynglingar et la Saga Sturlunga.